# Pedioplanis
Genre
Pedioplanis est un genre de sauriens de la famille des Lacertidae.

## Répartition
Les espèces de ce genre se rencontrent en Afrique australe.

## Liste des espèces
Selon The Reptile Database (31 janvier 2013) :
- Pedioplanis benguellensis (Bocage, 1867)
- Pedioplanis breviceps (Sternfeld, 1911)
- Pedioplanis burchelli (Duméril & Bibron, 1839)
- Pedioplanis gaerdesi (Mertens, 1954)
- Pedioplanis haackei Conradie, Measey, Branch & Tolley, 2012
- Pedioplanis huntleyi Conradie, Measey, Branch & Tolley, 2012
- Pedioplanis husabensis Berger-Dell’Mour & Mayer, 1989
- Pedioplanis inornata Roux, 1907
- Pedioplanis laticeps (Smith, 1849)
- Pedioplanis lineoocellata (Duméril & Bibron, 1839)
- Pedioplanis namaquensis (Duméril & Bibron, 1839)
- Pedioplanis rubens (Mertens, 1954)
- Pedioplanis undata (Smith, 1838)

## Publication originale
- Fitzinger, 1843 : Systema Reptilium, fasciculus primus, Amblyglossae. Braumüller et Seidel, Wien, p. 1-106 (texte intégral).